# Inondations de 1956 du fleuve Murray
L'inondation de 1956 du fleuve Murray a entraîné la montée des eaux du fleuve Murray et l'inondation de nombreuses villes de la Nouvelle-Galles du Sud, de Victoria et de l'Australie-Méridionale. 
L'inondation s'est produite en raison de précipitations supérieures à la moyenne dans l'ouest du Queensland et de fortes pluies au cours des trois mois suivants dans le bassin Murray-Darling. Les eaux de crue ont descendu le fleuve Murray et la rivière Darling pendant sept mois et ont culminé entre le 11 et le 14 août à Merbein (en) à Victoria et à 12,3 mètres (40 pieds) à Morgan (en) en Australie-Méridionale. Certaines zones ont été inondées jusqu'à 100 kilomètres du cours naturel de la rivière.
L'inondation a été et est toujours considérée comme la plus grande inondation de l'histoire du Murray ainsi que « la plus grande catastrophe de l'histoire de l'Australie-Méridionale », bien qu'aucune vie n'ait été perdue. De l'amont à l'aval, des inondations se sont produites dans les villes de Wentworth en Nouvelle-Galles du Sud ; Colignan (en), Iraak (en), Mildura, Nangiloc (en) et Red Cliffs dans le Victoria ; et Mannum, Murray Bridge et Renmark en Australie-Méridionale en raison du débit élevé de la rivière Darling.